# 今出川公直
今出川 公直（いまでがわ きんなお）は、南北朝時代から室町時代初期にかけての公卿。権大納言・今出川実尹の子。官位は従一位・左大臣。今出川家3代当主。後村上天皇（97代）から後小松天皇（100代）に亘って仕えた。

## 経歴
延元2年/建武4年（1337年）叙爵。以降、侍従・左近衛少将・備後介・左近衛中将などを経て、正平4年/貞和5年（1349年）に従三位となり公卿に列する。
その後も参議や権中納言・検非違使別当を経て、正平14年/延文4年（1359年）に権大納言に就任する。その後も大納言・右近衛大将・内教坊別当などを経て、天授3年/永和3年（1377年）に内大臣拝命。弘和元年/永徳元年（1381年）には従一位へと進む。応永元年（1394年）には右大臣に任じられたがすぐに辞す。その翌年に左大臣となるもやはりすぐに辞している。

## 系譜
- 父：今出川実尹（1316-1342）
- 母：為基朝臣の娘
- 妻：不詳
- 養子
  - 男子：今出川実直（1342-1396） - 今出川実尹の子